# Кубба аль-Баадийин
Кубба аль-Баадийин, или Кубба Альморавид, или аль-Кубба аль-Мурабитыйя (араб. القبة المرابطية‎) — одна из древнейших достопримечательностей Марракеша, единственный сохранившийся в городе пример архитектуры Альморавидов. Сооружение представляет собой прямоугольный павильон с бассейном для омовений. Баадийин, или Барудийин — названия соседних улицы и базара.
Долгие годы кубба находилась в плачевном состоянии. Из-за повышения уровня почвы на три-четыре метра, а также из-за нагромождения более поздней застройки сооружение оказалось недоступно и скрыто от глаз. Для того чтобы освободить павильон, были проведены раскопки. Основной цикл археологических раскопок начался в 1952 году под руководством Жака Менье. На северо-востоке от куббы были обнаружены каменная крытая цистерна и фонтан. Вместе с этими сооружениями кубба аль-Баадийин входила в ансамбль начала XII века исчезнувшей мечети или дворца Али ибн Юсуфа. Двухъярусный прямоугольник павильона из камня и кирпича имеет на длинной стороне две разделенные столбом входные арки и одну, многолопастную, — на короткой. Вокруг него образовалось голое пространство пустыря, неприметные нижние постройки отодвинулись в глубь старого города, лишь на севере расположено знаменитое медресе Бен Юсефа.
Верхний ярус сооружения, завершенный зубцами и прорезанный декоративными арками (пять на длинной стороне, три — на короткой), покрыт куполом. Кирпичная поверхность купола декорирована фризом слепых пересекающихся арок, на сфере — алебастровыми шевронами, образующими в плане звезду.
Пространство интерьера, устремленное к вершине купола, создает образ гораздо более крупного здания высоких и стройных пропорций. Секрет состоит в том, что Кубба аль-Баадийин увенчана куполом двойной оболочки — прием,
распространенный в восточноарабской архитектуре и уникальный для Магриба. По контрасту с простой внешней формой внутренний восьмиугольный купол предстает как воплощение красоты и смелого воображения. Сложное купольное покрытие образует трехчастную композицию. Высоким основанием служит переплетение восьми многолопастных ложных арок, дополненных стуковыми панно с раковинами и резным растительным узором. Выше пересечение нервюр образует восьмиугольную звезду, в пазухах которой вписаны маленькие галактитовые куполки в форме семиконечных звезд. Были найдены фрагменты зеленых, синих, красных и желтых витражей. В стуковой резьбе преобладают растительные мотивы — пальмовый лист, акант, сосновая шишка, розетка. Когда-то купол имел полихромную раскраску.
В отличие от многих других марокканских святилищ вход в Куббу аль-Баадийин разрешен не только мусульманам, но и представителям иных вероисповеданий.

### Комментарии
1. ↑  Название Куббы определяет в данном случае не функцию (это не гробница святого), а форму памятника — купольная композиция на квадратном основании.